# Pseudozonitis pallidus
Pseudozonitis pallidus es una especie de coleóptero de la familia Meloidae.

## Distribución geográfica
Habita en Texas (Estados Unidos).